# Dimítrios Tsionánis
Dimítrios Tsionánis (en grec Δημήτριος Τσιονάνης) est un footballeur grec né le 31 août 1961.

## Carrière
- 1980-1991 : Waldhof Mannheim  Allemagne
- 1991-1992 : SV Mörlenbach  Allemagne

## Sélections
- ? matches et ? buts avec  Grèce en 1986.